# Anastácio (ort)
Anastácio är en ort i Brasilien.   Den ligger i kommunen Anastácio och delstaten Mato Grosso do Sul, i den södra delen av landet, 1 000 km sydväst om huvudstaden Brasília. Anastácio ligger 170 meter över havet och antalet invånare är 18 817.
Terrängen runt Anastácio är platt. Närmaste större samhälle är Aquidauana, 2,5 km nordost om Anastácio.
Omgivningarna runt Anastácio är huvudsakligen savann. Runt Anastácio är det mycket glesbefolkat, med 7 invånare per kvadratkilometer.